# Clubhouse
Clubhouse é um aplicativo de rede social para bate-papo com áudio somente para convidados, lançado em 2020 pela Alpha Exploration Co. Em dezembro de 2020, foi avaliado em quase US$100 milhões. Em 21 de janeiro de 2021, a avaliação atingiu US$1 bilhão.

## História
O Clubhouse foi lançado para iOS em abril de 2020. O aplicativo ganhou popularidade nos primeiros meses da pandemia de COVID-19, especialmente após um investimento de $12 milhões em maio de 2020 ($10 milhões em capital primário e uma compra de $2 milhões de ações existentes) da empresa de risco Andreessen Horowitz. Em dezembro de 2020, o aplicativo possuía 600.000 usuários registrados. Em janeiro de 2021, a empresa anunciou que começaria a trabalhar em um aplicativo Android. O Clubhouse cresceu significativamente em popularidade após uma entrevista cedida por Elon Musk ao GOOD TIME. O aplicativo não foi amplamente usado na Alemanha até janeiro de 2021, quando dois apresentadores de podcast alemães Philipp Klöckner e Philipp Gloeckler iniciaram uma corrente de convites em um grupo do Telegram, trazendo influenciadores alemães, jornalistas e políticos para a plataforma. Em fevereiro de 2021, a Federação das Organizações Alemãs de Consumidores solicitou que a Alpha Exploration desistisse do que chamou de "práticas comerciais ilegais e violações de proteção de dados".

## Recursos
O Clubhouse oferece uma grande variedade de clubes e salas virtuais com conversas sobre diversos tópicos, talk shows, música, networking, namoro, performances e discussões políticas. Alguns exemplos dos muitos clubes do Clubhouse são Startup Club, Fit, Black Wealth Matters, Leadership Reinvented, Music & Technology, Dear Young Queen, Health Is Wealth, Designkinds the Multi Creatives, NBA Fan Club, Smiling & Positivity, Afropolitan Lounge, Muslims & Friends, The Dacha, The Legacy Think Tank, Reinventing Health\Care, The True Love Society, TikTok Marketing Secrets e Astrology and Metafysics Club. O aplicativo também é conhecido por seus usuários famosos, como Drake, Oprah, Kevin Hart e Tiffany Haddish.